# Pinczer małpi

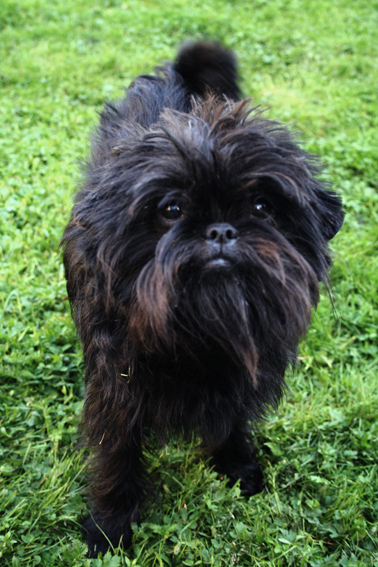
Affenpinczer en face

Pinczer małpi, affenpinczer (Affenpinscher) – rasa psa zaliczana do grupy pinczerów, użytkowana jako pies pokojowy i do towarzystwa. Nie podlega próbom pracy.
Oryginalna nazwa Affenpinscherpochodzi z j. niem., z połączenia słów affe (małpa) i pinscher (terier), i nawiązuje do małpiego wyrazu pyska przedstawicieli tej rasy.

## Rys historyczny
Psy podobne do affenpinczera istniały w Niemczech już w XV–XVI wieku, co potwierdzają drzeworyty Albrechta Dürera (1471–1528), lecz były to psy nieco wyższe i o większej różnorodności w umaszczeniu. Rasa powstała prawdopodobnie w XVII wieku z krzyżowania małych pinczerów niemieckich z azjatyckimi psami typu mopsa i jest spokrewniona z gryfonikiem belgijskim i sznaucerem miniaturowym.

## Wygląd
Głowa powinna być okrągła, z wyraźnie zaznaczonym stopem.

### Szata i umaszczenie
Włos krótki, sztywny, pofalowany. Charakterystyczne dla rasy są krzaczaste, sztywne brwi i nastroszona sierść na pysku i szyi, co upodabnia psa do małpy.
Według standardu FCI, sierść powinna być jednolicie czarna, o czarnym podszerstku. Inne związki kynologiczne posiadają listy dopuszczalnych umaszczeń, z czarnym jako kolor preferowany.

## Charakter i temperament
Są to psy odważne, wesołe i pojętne, lojalne w stosunku do swojej rodziny, lecz nieufne wobec obcych. Posiadają porywcze usposobienie.

## Użytkowość
Był i jest to pies rodzinny, o czujnym usposobieniu, które czyni z niego dobrego psa stróżującego.

## Pielęgnacja
Sierść na pysku powinna być odpowiednio układana, na ciele zaś trymowana.

## Opieka i wychowanie
Psy te lubią ruch i zabawę. Potrzebują pewnego właściciela i dobrego wychowania, lecz ćwiczenia nie powinny trwać długo, ponieważ szybko się nudzą.

## Popularność
Rasa rzadko spotykana w Europie. Większą popularnością cieszy się w Ameryce Północnej.